# Oltre le onde (singolo)
Oltre le onde è un singolo del cantautore italiano Gaudiano, pubblicato il 25 marzo 2022 come terzo estratto dall'album di debutto L'ultimo fiore.

## Tracce
1. Oltre le onde – 2:57